# Associação Popular Democrática Timorense

APODETI

Die Associação Popular Democrática Timorense oder Associação Popular Democrática de Timor (APODETI; Timoresische Volksdemokratische Assoziation) war eine Partei in Osttimor. Seit 2000 verwendete die Partei den Anhang Pro Referendo (pro Referendum). Über eine Umbenennung in Partido Democrata Liberal wurde nachgedacht. Die Partei existiert nicht mehr. 

## Geschichte

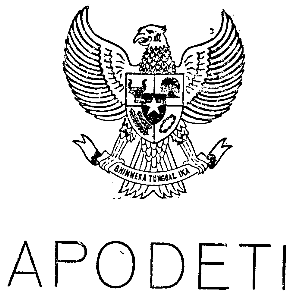
Logo der APODETI mit dem Wappen Indonesiens (1974)

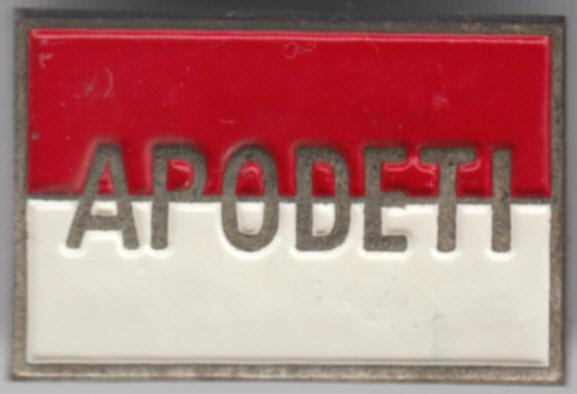
Abzeichen der APODETI

Die APODETI wurde am 27. Mai 1974 (andere Quellen: 25. Mai oder 27. Juli) von 36 Personen gegründet. Ihr ursprünglicher Name war Associação para Integração de Timor na Indonesia (AITI). Darunter befanden sich auch mehrere ehemalige Teilnehmer der Viqueque-Rebellion (1959). Die APODETI strebte den Anschluss an Indonesien als autonome Provinz an und befürwortete die Verbreitung der indonesischen Sprache. Die Partei unterstützte die Religionsfreiheit und wandte sich gegen Rassismus, stellte sich aber gegen die Katholische Kirche und vertrat Anti-Weiße-Positionen. Unterstützung fand APODETI nur bei einigen Liurai in der Grenzregion. Einige von ihnen hatten während des Zweiten Weltkrieges mit den Japanern gegen die portugiesischen Kolonialherren kollaboriert. Auch ein Großteil der kleinen muslimischen Minderheit unterstützte die APODETI.
Die APODETI wurde früher als eine von Jakarta finanzierte Tarnorganisation angesehen. Ihre prominenten Führer hatten seit den 1960er Jahren engen Kontakt mit indonesischen Geheimagenten. Für Unterstützung und Finanzierung durch Indonesien, nutzten sie ihre Position in der Gesellschaft als Händler, Zollbeamte und einflussreiche traditionelle Führer. Gründungspräsident Arnaldo dos Reis Araújo war Rinderzüchter, Chefstratege und Generalsekretär José Fernando Osório Soares in der Verwaltung und Schullehrer und Vizevorsitzender Hermenegildo Martins war Kaffeeplantagenbesitzer. Ihr stärkster Unterstützer war Dom Guilherme Gonçalves, der Liurai des ehemaligen Atsabe Reichs aus Atsabe/Gemeinde Ermera und Chef der Atsabe-Kemak. Er hatte starke familiäre Bindungen innerhalb des ehemaligen Königreichs und dessen alten Verbündeten. Dies schloss auch Bindungen zu Kemak in den heutigen Gemeinden Ainaro und Bobonaro und nördlichen und südliche Tetum und Bunak beiderseits der Grenzen ein. Er war extrem anti-portugiesisch eingestellt und hatte eine große traditionelle Armee. Gonçalves stammt aus einer langen Reihe von Königen, die regelmäßig gegen die Portugiesen rebellierten. Er hasste die künstliche Kolonialgrenze, die seine Familie teilte und den Osten vom spirituellen Zentrum Laran in Wehale trennte. Deswegen wollte er eine Wiedervereinigung Timors.
Die APODETI war die erste osttimoresische Partei, die paramilitärische Kräfte aufstellte. Im August 1974 begann sie mit Ausbildungscamps im indonesischen Westtimor. Ausbilder und Waffen kamen vom indonesischen Militär. Tomás Gonçalves, Sohn des Liurais von Atsabe Guilherme Gonçalves und APODETI-Repräsentant in Westtimor, traf im September in Jakarta den Oberbefehlshaber der Streitkräfte, General Maraden Panggabean. Die APODETI präsentierte sich als geeignetes Mittel zur Integration Osttimors in Indonesien.
Als am 28. November 1975 die FRETILIN die Unabhängigkeit Osttimors von Portugal ausrief, reagierte Indonesien mit der Meldung, Dom Guilherme Gonçalves und Alexandrino Borromeo von der APODETI und anderen Oppositionspolitiker hätten die sogenannte Balibo-Deklaration unterzeichnet, in der zum Anschluss Osttimors an Indonesien aufgerufen wurde. Die Deklaration wurde vom indonesischen Geheimdienst ausgearbeitet und auf Bali, nicht in Balibo unterzeichnet. Nach der Invasion Indonesiens wurde Mitte Dezember 1976 eine Marionettenregierung aufgestellt, bestehend aus APODETI- und UDT-Führern. Arnaldo dos Reis Araújo wurde der erste Gouverneur Timor Timurs, wie Osttimor unter der indonesischen Herrschaft genannt wurde. Ihm folgte Dom Guilherme Gonçalves und, nach einem Zwischenspiel von UDT-Mitglied Mário Viegas Carrascalão, schließlich als letzter José Abílio Osório Soares, Bruder von José Fernando Osório Soares und ehemaliger Bürgermeister von Dili. Die Besatzung endete mit dem Eingreifen der Vereinten Nationen 1999.
Die Partei betonte nach der Unabhängigkeit Osttimors, ihr Ziel sei es gewesen, Osttimors Überlebensfähigkeit als autonome Provinz Indonesiens zu sichern und dass die APODETI gegen die gewaltsame Annexion war. In einer öffentlichen Erklärung auf dem CNRT-Kongress im August 2000 akzeptierte die APODETI das Ergebnis des Referendums von 1999, das sich für die Unabhängigkeit ausgesprochen hatte, und ergänzte ihren Namen mit dem Anhang Pro Referendum. Die APODETI wurde Mitglied im CNRT und arbeitete im Nationalrat mit. Bei den ersten Wahlen zum osttimoresischen Parlament nach der Unabhängigkeit am 30. August 2001 erhielt APODETI 0,60 % der Stimmen und damit keinen der 88 Sitze.
Bei den zweiten Parlamentswahlen 2007 trat die APODETI nicht mehr an. Laut Internetquellen gibt es die Partei nicht mehr.

## Politik im unabhängigen Osttimor
Die APODETI unterstützte die nationale Einheit, die Unabhängigkeit und Souveränität Osttimors, Gewaltlosigkeit und die Verteidigung von Demokratie, Toleranz und der sozio-kulturellen Werte des osttimoresischen Volkes. Die Partei stand hinter dem Mehrparteiensystem, der Demokratie und den Menschenrechte für Männer und Frauen. Die APODETI befürwortete die freie Marktwirtschaft, ausländische und einheimische Investitionen und ein freies Bildungssystem. Die Einführung von Portugiesisch als provisorische Amtssprache und die Weiterentwicklung von Tetum wurde unterstützt. Englisch sollte auf allen Schulebenen unterrichtet werden, ebenso sollte die Jugend in Staatskunde und Moral unterwiesen werden. So weit möglich sollte das Gesundheitssystem kostenlos sein. Außenpolitisch wurde eine enge Beziehung zu den Nachbarn Australien und Indonesien sowie den portugiesischsprachigen Ländern unterstützt. Weitere Ziele waren die Schaffung von Arbeitsplätzen, die Förderung der Menschen und die Unterstützung von Kriegsopfern, wie Witwen, Waisen, alte Menschen und jenen, die durch ihre politische Arbeit während der indonesischen Besatzung benachteiligt wurden.

## Mitglieder
Letzter Parteivorsitzender war der in Lospalos geborene Frederico Almeida Santos da Costa, einer der Gründer der Partei. Früher arbeitete er in der portugiesischen Kolonialverwaltung und während der indonesischen Besatzungszeit beim Zoll. Er verstarb 2020.
Laurentino Domingos Luis de Gusmão war der Vizepräsident von APODETI und Mitglied des National Council (NC). Während der Kolonialzeit war er für die Finanzverwaltung im Kreis Baucau zuständig. Unter der indonesischen Besatzung hatte Gusmão führende Positionen im öffentlichen Dienst, unter anderem als Kabinettschef. Während der UN-Verwaltung wurde er in den National Consultative Council (NCC) berufen. Heute ist er im Ruhestand.
Parteisekretär João Baptista dos Santos wurde 1951 in Lospalos geboren. Nach seiner Zeit als portugiesischer Beamter arbeitete dos Santos während der Herrschaft Indonesiens in verschiedenen Regierungsämtern und war stellvertretender Distriktverwalter (wakil bupati) in Lospalos. 2001 unterrichtete Santos Geschichte und Portugiesisch in Dili.
Weitere Gründungsmitglieder waren Abel da Costa Belo, Pinto Soares und Casimero dos Reis Araújo, Sohn von Arnaldo. José Martins wechselte zur Partei Klibur Oan Timor Asuwain (KOTA). José Bonifacio dos Reis Araújo gehörte im September 1974 zu einer APODETI-Delegation, die versuchte in Oe-Cusse Ambeno einen Parteigruppe zu gründen.

## Belege
- Die Parteien Osttimors, Australian Council for Overseas  Aid 2001 (MS Word; 174 kB)
- Northern Illinois University